# Крикето л'Енвал
Крикето л'Енвал (фр. Criquetot-l'Esneval) насеље је и општина у северној Француској у региону Горња Нормандија, у департману Приморска Сена која припада префектури Авр.
По подацима из 2011. године у општини је живело 2356 становника, а густина насељености је износила 174,91 становника/km². Општина се простире на површини од 13,47 km². Налази се на средњој надморској висини од 122 метара (максималној 136 m, а минималној 94 m).

## Демографија
| 1962. | 1968. | 1975. | 1982. | 1990. | 1999. | 2011. |
| ----- | ----- | ----- | ----- | ----- | ----- | ----- |
| 1.217 | 1.253 | 1.386 | 1.663 | 1.979 | 2.149 | 2.356 |

График промене броја становника у току последњих година